# Beled
Beled è un comune di 2 883 abitanti situato nella contea di Győr-Moson-Sopron, nell'Ungheria nordoccidentale.